# Petra Schneider
Petra Schneider (n. 11 ianuarie 1963, Karl-Marx-Stadt, Germania) este o înotătoare ce a reprezentat Republica Democrată Germană, medaliată olimpică. A participat la o ediție a Jocurilor Olimpice (1980) în care a câștigat o medalie de aur și o medalie de argint.